# Hymenostomum edentulum
Hymenostomum edentulum là một loài Rêu trong họ Pottiaceae. Loài này được (Mitt.) Besch. mô tả khoa học đầu tiên năm 1887.